# Ellenberger Rot

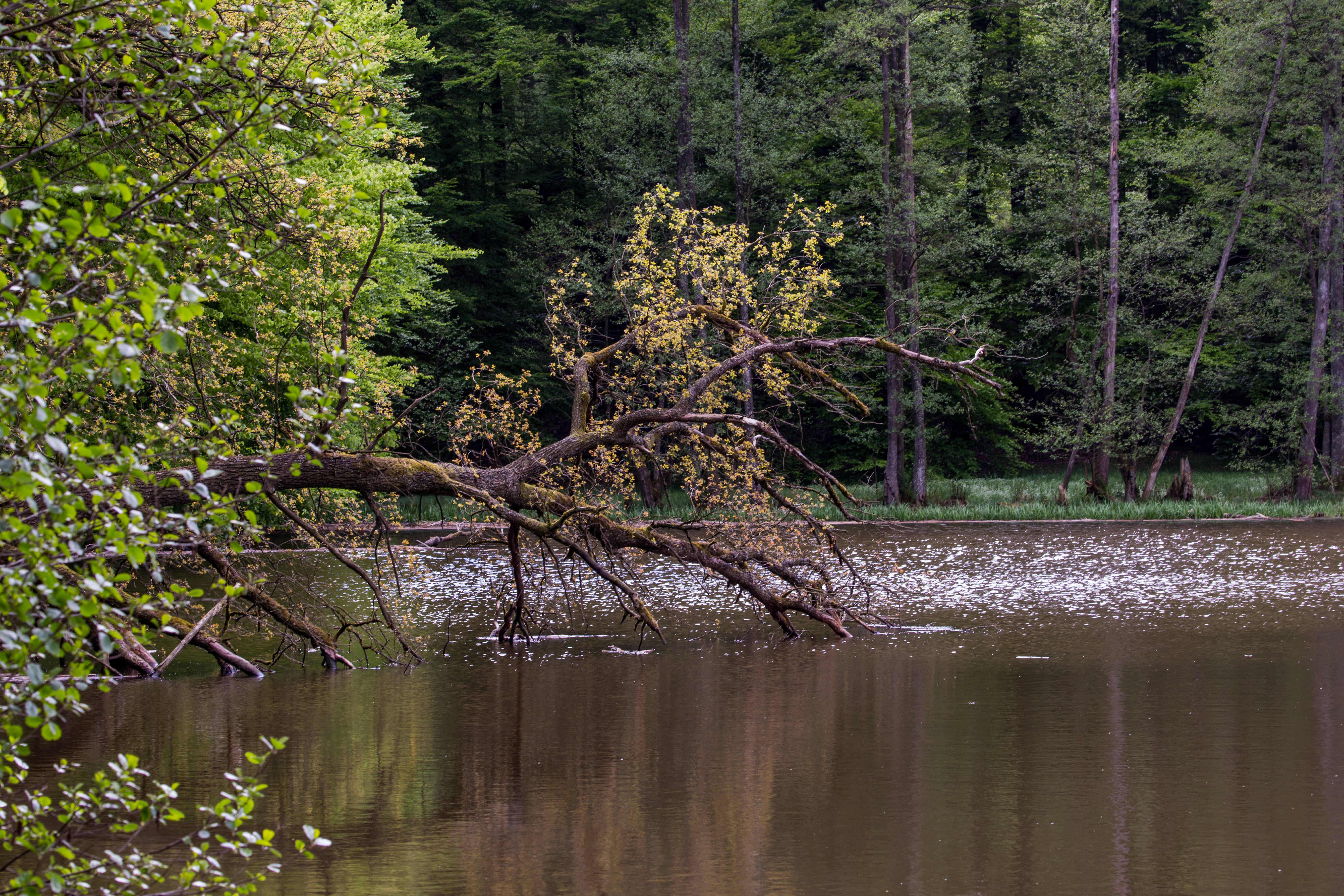
Der Neuweiher bei Muckental

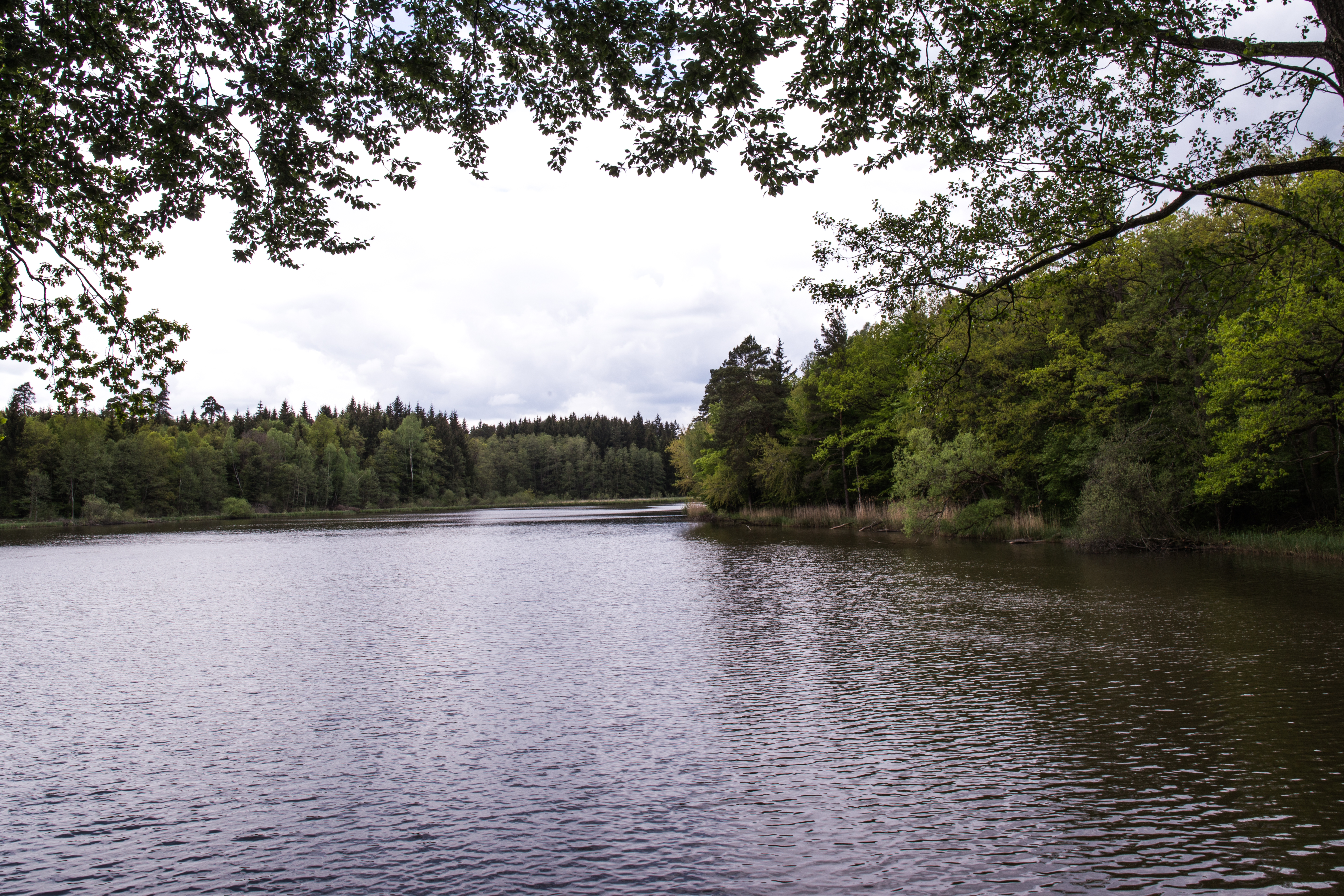
Der Muckenweiher bei Muckental

Die  Ellenberger Rot ist ein 9,6 km langer Bach im Ostalbkreis im nördlichen Baden-Württemberg, der kurz vor dem Dorf Röhlingen der Stadt Ellwangen von rechts und Norden in die Röhlinger Sechta mündet. 

## Geographie

### Verlauf
Die Ellenberger Rot entsteht etwa 1,5 km westlich der Ortsmitte des auf einer kleinen Hochebene liegenden Dorfes Ellenberg in einem Talkessel, der in seinen westlichen und mittleren Teilen bewaldet ist. Seine Nordwest- und Nordseite wird vom Höhenrücken des sich von Ellenberg herüberziehenden, bis 580 m ü. NHN hohen Hornbergs begrenzt, während er im Osten an die kaum niedrigere, größtenteils von der Siedlungsfläche Ellenbergs eingenommene Hochebene grenzt. Die Quelle auf ungefähr 520 m ü. NHN liegt wenige Schritte östlich der Bundesautobahn 7 nahe am Südportal des Virngrundtunnels, durch den diese vom niedrigen nördlichen Vorland des Hornbergs kommend in den Talkessel eintritt.
Die Rot fließt zunächst im Wald einen knappen halben Kilometer südostwärts und schwenkt dann am Zulauf einer Nebentalmulde von Nordosten her, welche die meist offenen Hänge im Ostteil des Talkessels entwässert, auf etwas längeren Südsüdwestlauf weiterhin im Wald, während dessen sie einige Hangquellabflüsse aufnimmt und zuletzt den Bach vom Hornbrunnen. Dieser, ein um etwa ein Drittel kürzerer rechter Oberlauf der Ellenberger Rot, entspringt westlich der Autobahn und höher als sie selbst auf 545 m ü. NHN. Ab diesem Zulauf fließt die Rot zunächst südlich am Anfang eines langen Bogens nach links, auf dem sie, weniger als 0,5 km östlich der anfangs noch parallelen Autobahn, das langgezogene Naturschutzgebiet Muckental durchläuft und darin die ersten zwei der vier Stauseen auf ihrem Weg, den Neuweiher und den 5 ha großen Muckenweiher. Nach diesem läuft sie in nun offener Aue südostwärts durch den Ellenberger Weiler Muckental mit seinen aufgelockert stehenden Häusern und unterquert die Landesstraße L 2220, die Ellenberg mit Ellwangen verbindet. Gleich darauf fließt sie in den fast 16 ha großen, langgestreckten Haselbachsee ein, durch den sich in selber Richtung die Grenze zur Stadt Ellwangen in Laufrichtung zieht. Am Ausfluss beim Ellenberger Hof Haselbach verstärkt sie der von Nordosten kommende Häslesbach, der zweitgrößte Bach im Bachsystem, der eben noch den Häsle-Stausee durchlaufen hat. Die Rot wendet sich dort nun südwärts ins Gebiet der Stadt Ellwangen.
Bald quert die Kreisstraße K 3216 Rattstadt–Halheim das Gewässer, das danach ab der Hammermühle den letzten, über 12 ha großen Rötlen-Stausee durchzieht. Nach ihm durchquert der Bach den Weiler Rötlen und schwenkt dort um einen kleinen Hügelsporn mit dem ehemaligen Schloss Rötlen nach Südosten. Die Straße von Rötlen nach Röhlingen kreuzt das Gewässer, ganz zuletzt auch noch die Landesstraße L 1076 von Röhlingen nach Pfahlheim. Dann mündet die Ellenberger Rot auf 460,2 m ü. NHN wenig vor Röhlingen von rechts in die bis zu diesem Punkt etwas kürzere und nur wenig einzugsgebietsreichere Röhlinger Sechta.
Die Ellenberger Rot beendet ihren 9,6 km langen Weg etwa 60 Höhenmeter unterhalb ihrer Quelle, ihr mittleres Sohlgefälle liegt deshalb bei etwa 6 ‰.

### Einzugsgebiet
Die Ellenberger Rot entwässert ein 25,0 km² großes Gebiet, das naturräumlich gesehen Teil des Unterraums Pfahlheim-Rattstädter Liasplatten des Vorlandes der östlichen Schwäbischen Alb ist. Höchster Punkt darin ist der bis 580 m ü. NHN aufragende Hornberg am Nordrand.
Geologisch ist das Gebiet dominiert vom Schwarzjura und den darunter liegenden Schichten des Oberen und Mittleren Keupers. Der schmale Hochebenenbogen des Hornbergs im Norden und die anhängenden breitere Hochebene von Ellenberg liegen im Schwarzjura, dessen vom Keupervorland im Norden her weithin sichtbare Schichtstufe der eben außerhalb des Einzugsgebietes liegende Nordhang des Hornbergs ist. Die Ellenberger Rot und ihre Zuflüsse entstehen jedoch im Süden des Schwarzjura-Hochflächenbogens ebenfalls erst im Keuper, die Rot selbst wohl im Stubensandstein (Löwenstein-Formation) des Mittelkeupers, weil sie auch südlich des Hornbergs den Schwarzjura zunächst großflächig ausgeräumt haben. Jedoch erreicht die Rot am Unterlauf abwärts von Rötlen wieder den nun zusammenhängenden Schwarzjura, weil dessen Schichtgrenze zum Keuper entsprechend dem natürlichen Schichtenfallen im Südwestdeutschen Schichtstufenland mit größerem Gefälle nach Südsüdosten abfällt als der Rot-Lauf. Lösssediment aus quartärer Ablagerung liegt in drei Inseln am rechten Talhang zwischen dem Haselbachsee und der Mündung im Lee der Westwinde. In Auensedimentstreifen fließen die Rot schon ab dem Neuweiher und auch der Unterlauf seines größten Zuflusses Häslesbach.
Reihum grenzen an das der Ellenberger Rot die Einzugsgebiete folgender Nachbargewässer:
- Vom höchsten Punkt des Hornbergs bis zur Ostspitze des Einzugsgebietes bei Stödtlen-Birkenzell sammeln jenseits der nordnordöstlichen Wasserscheide nacheinander der Gerbach, der Konradsbronner Bach und der Meizenbach den Abfluss am Fuß der Schichtstufe und führen ihn über die Rotach und die Wörnitz der Donau zu. Dieser Abschnitt der Einzugsgebietsgrenze ist deshalb Teil der hydrologisch bedeutsamen Europäischen Hauptwasserscheide zwischen Nordsee diesseits und Schwarzem Meer jenseits.
- Von Birkenzell bis zur Mündung grenzt an der Südostseite des Gebietes hinter der dicht am Talzug Schimmelbach–Stahlbrunnenbach–Häslesbach–Ellenberger Rot verlaufenden Scheide ein Terrain an, das nur langsam zu deren rechtem Oberlauf Sonnenbach und weiter abwärts dann zur Röhlinger Sechta selbst abfällt.
- Von der Mündung an der rechten Seite der Rot aufwärts bis zum Wasserturm nördlich von Ellwangen-Eigenzell ist die westsüdwestliche Scheide wenig prominent, hinter ihr fließt der nächste große Zufluss Schlierbach der Röhlinger Sechta etwa südwärts.
- Es folgt ein nur kurzes Stück westlicher Wasserscheide zum Kressbach, einem Jagst-Zufluss schon merklich unterhalb der Sechta.
- Der Nordostbogen der Einzugsgebietsgrenze erklimmt nach einem Sattel den Südwestsporn des Hornbergs und läuft auf dessen Rücken wieder bis zu dessen höchstem Punkt. Vor der Schichtstufe, an sie sich hier die Scheide wieder hält, fließen der Fischbach und sein linker Oberlauf Eschenbach als Stufenrandflüsse südwestwärts ebenfalls zur Jagst, die über den Neckar den Rhein speist.

Das Gebiet enthält etwas mehr Wald- als offene Flurflächen. Letztere nehmen vor allem die Lagen auf den Schwarzjurahöhen ein, wo sie meist unterm Pflug stehen, daneben auch die wiesenreicheren Gewässerauen ab den Mittelläufen. Auffällig sind die vielen Stauseen mit einem vergleichsweise großen Flächenanteil am Einzugsgebiet von fast 2 %. Sie wurden teils erst im 20. Jahrhundert angelegt. Flurnamen deuten aber auf weitere alte und nun verlandete oder sonstwie verschwundene Weiher hin.
Mehr als die Hälfte der Fläche liegt im Gebiet der Gemeinde Ellenberg, fast der gesamte Rest im Westen und Süden in dem der Stadt Ellwangen. Ein kleiner Zwickel an der Ostspitze bei Birkenzell gehört zur Gemeinde Stödtlen.

### Zuflüsse und Seen
Liste der Zuflüsse und  Seen von der Quelle zur Mündung. Gewässerlänge, Seefläche, Einzugsgebiet und Höhe nach den entsprechenden Layern auf der Onlinekarte der LUBW. Andere Quellen für die Angaben sind vermerkt.
Quelle der Ellenberger Rot auf etwa 520 m ü. NHN am Südabfall des Hornbergs ca. 0,2 km südsüdöstlich des Virngrundtunnel-Südportals im Waldgewann Reute. Der Bach fließt in südliche Richtungen.
- Entwässert zwei aufeinanderfolgende Teiche zwischen 525 und 515 m ü. NHN in einer linken Seitentalmulde vom Sportplatz von Ellenberg her, jeweils 0,2 ha.
- (Bach vom Hornbrunnen), von rechts und Nordnordwesten auf etwa 511 m ü. NHN kurz vor dem Naturschutzgebiet Muckental, 0,9 km und ca. 0,3 km². Der Hornbrunnen schüttet auf etwa 545 m ü. NHN auf der Westseite der Autobahn.
- Durchfließt im Naturschutzgebiet nacheinander auf rund 495 m ü. NHN und auf 491,8 m ü. NHN[LUBW 2] die beiden Stauseen Neuweiher und Muckenweiher, 1,0 ha und 5,0 ha.
- Trembach, von rechts und Westen auf etwa 487 m ü. NHN noch im Naturschutzgebiet, 1,5 km und ca. 0,9 km². Entspringt auf etwa 525 m ü. NHN am Hang unterm Sportplatz von Eigenzell.
- Durchfließt auf wenig unter 480 m ü. NHN den Haselbachsee, 15,9 ha.
- (Waldbach aus Richtung Rothof), von links und Westen zuoberst im Haselbachsee, 1,1 km und ca. 0,8 km². Entsteht auf über 510 m ü. NHN an der Kreuzung der A 7 mit der L 2220.
- Häslesbach, von links und Norden auf etwa 475 m ü. NHN gleich nach dem Haselbachsee und wenig südöstlich des Weilers Haselbach, 4,1 km und 10,5 km². Entsteht auf etwa 540 m ü. NHN südlich von Ellenberg am Hang in einem Waldzipfel.
Die Ellenberger Rot ist bis hierher zwar schon 5,4 km lang, hat aber erst ein Teileinzugsgebiet von 7,7 km².
  -  Passiert dicht am linken Ufer einen Waldteich auf etwa 503 m ü. NHN gleich nach dem Waldeintritt, 0,2 ha.
  - Stahlbrunnenbach, von links und Norden auf etwa 479,1 m ü. NHN[LUBW 2] kurz nach dem Waldaustritt des Häslesbachs etwa 0,4 km nordöstlich des Weilers Häsle, 2,6 km und ca. 4,2 km². Entspringt auf etwas über 525 m ü. NHN im Hangwald an der Stahlhalde etwa 1,3 km ostsüdöstlich von Ellenberg dem Stahlbrunnen.
  -  Passiert am Waldaustritt zwei Teiche auf etwa 495 m ü. NHN am Nordwesthang unterhalb des Weilers  Eiberg in einem linken Seitentälchen, zusammen unter 0,2 ha.
    - Schimmelbach, von links und Osten auf etwa 485 m ü. NHN gegenüber dem Wohnplatz Eiberger Sägmühle, 1,8 km und ca. 1,5 km². Entsteht auf etwa 537 m ü. NHN zwischen Stödtlen-Birkenzell und dem Schimmelholz.
      -  Durchfließt auf um 510 m ü. NHN nacheinander zwei Teiche unmittelbar vor dem Schimmelholz, zusammen 0,3 ha.

    - Passiert einen Teich am rechten Ufer auf etwa 483 m ü. NHN an der Eiberger Sägmühle, 0,6 ha.

  -  Durchfließt auf etwa 478 m ü. NHN den Häsle-Stausee etwa ab Häsle, 9,6 ha.
  - Neuweiherbach, von rechts und Nordwesten im Häsle-Stausee gleich bei Häsle, 2,9 km und ca. 1,8 km². Entspringt auf etwa 550 m ü. NHN etwa 0,4 km südlich des Ortsrandes von Ellenberg am Hang neben der L 2220 in Richtung Ellwangen.
    -  Durchfließt auf 488,4 m ü. NHN[LUBW 2] den Neuweiher hinter dem Damm der Straße Schweizerhof–Häsle, 0,5 ha.
    -  Durchfließt auf 482,4 m ü. NHN[LUBW 2] den Häsleweiher bei Häsle, 1,4 ha.
- Passiert zwei Teiche auf etwa 474 m ü. NHN in einer kleinen rechten Seitenmulde bei der Hammermühle, zusammen 0,2 ha.
- Durchfließt auf unter 479 m ü. NHN den Rötlen-Stausee gleich nach der Hammermühle, 12,5 ha.
- Möhnbach, von rechts und Westen in den oberen Rötlen-Stausee, 1,5 km und 0,8 km².[LUBW 7]
  -  Entfließt auf etwa 517 m ü. NHN einem Kleinteich wenig südlich von Steigberg, deutlich unter 0,1 ha.

Mündung der Ellenberger Rot von rechts und zuletzt Nordwesten auf 460,2 m ü. NHN etwa 0,2 km vor dem Abgang des Mühlkanals nach Ellwangen-Röhlingen von rechts und Norden im Gewann Pfahl in die Röhlinger Sechta. Die Ellenberger Rot ist 9,6 km lang und hat ein Einzugsgebiet von 25,0 km².

### Ortschaften
Ortschaften am Lauf mit ihren Zugehörigkeiten. Nur die Namen jeweils tiefster Schachtelungsstufe bezeichnen Siedlungsanrainer.
- Ostalbkreis
  - Gemeinde Ellenberg
    - Muckental (Weiler)
    - Schweizerhof (Hof, links auf dem Hügel)
    - Haselbach (Weiler, links nahe am Haselbachsee)

  - Stadt Ellwangen
    - Stadtteil Pfahlheim
      - Hirlbach (Weiler, links über dem Hang gegenüber den beiden folgenden)
      - Harth (Weiler, rechts am Unterhang)
      - Hammermühle (Wohnplatz, rechts am Ufer)

    - Stadtteil Röhlingen
      - Rötlen (Weiler), mit dem ehemaligen
      - Schloss Rötlen (links auf dem Hügel)
      - Schafhof (Hof, rechts am Hang)

## Schutzgebiete
Das 33 ha große Naturschutzgebiet Muckental wurde mit Verordnung vom 30. Januar 2004 unter der Schutzgebietsnummer 1258 eingerichtet. Es umfasst noch vor dem Ellenberger Weiler Muckental den Grund und die unteren Talhänge der Ellenberger Rot. In ihm liegen der Neuweiher und der Muckenweiher, zwei historische Weiher mit einem Saum von Flachwasserzonen, Röhrichten, Seggenrieden, extensiv bewirtschafteten Feuchtwiesen und Hochstaudenfluren, umgeben von naturnahen Wäldern.
Am Rand des Muckenweihers steht eine als Naturdenkmal geschützte Linde (Schutzgebietsnummer 81360180011) und 300 Meter östlich von Muckental befindet sich ein weiteres Naturdenkmal, das als 1 Eiche mit 1 Buche verwachsen (Schutzgebietsnummer 81360180008) geschützt ist.
Der Neuweiher am Neuweiherbach liegt im 2,8 ha großen flächenhaften Naturdenkmal Neuweiher mit Streuwiese im Häslewald, es umfasst oberhalb des namengebenden Weihers noch gemähte Naßwiesen und Streuwiesenbrachen, die über den Verlandungssaum mit Röhricht in den weniger als halbhektargroßen, flachufrigen See selbst übergehen.  
Im 4,7 km² große Wasserschutzgebiet bei Rötlen, das nach dem Zufluss des Häslesbachs beginnt, sich bis unterhalb von Rötlen zieht und weit überwiegend rechts des Rotlaufs liegt, betreiben die Stadtwerke Ellwangen Tiefbrunnen.

### LUBW
Amtliche Online-Gewässerkarte mit passendem Ausschnitt und den hier benutzten Layern: Lauf und Einzugsgebiet der Ellenberger Rot

Allgemeiner Einstieg ohne Voreinstellungen und Layer: Daten- und Kartendienst der Landesanstalt für Umwelt Baden-Württemberg (LUBW) (Hinweise)
1. 1 2  Höhe nach dem Höhenlinienbild auf dem Hintergrundlayer Topographische Karte.
2. 1 2 3 4 5 6  Höhe nach schwarzer Beschriftung auf dem Hintergrundlayer Topographische Karte.
3. 1 2  Länge nach dem Layer Gewässernetz (AWGN).
4. 1 2  Einzugsgebiet aufsummiert aus den Teileinzugsgebieten nach dem Layer Basiseinzugsgebiet (AWGN).
5. ↑  Seefläche nach dem Layer Stehende Gewässer.
6. ↑  Einzugsgebiet abgemessen auf dem Hintergrundlayer Topographische Karte.
7. ↑  Einzugsgebiet nach dem Layer Basiseinzugsgebiet (AWGN).
8. ↑  Länge abgemessen auf dem Hintergrundlayer Topographische Karte.
9. ↑  Schutzgebiete nach dem einschlägigen Layern, teils auch nach dem Layer Biotop.

### Andere Belege und Anmerkungen
1. ↑  Wolf-Dieter Sick: Geographische Landesaufnahme: Die naturräumlichen Einheiten auf Blatt 162 Rothenburg o. d. Tauber. Bundesanstalt für Landeskunde, Bad Godesberg 1962. → Online-Karte (PDF; 4,7 MB)
2. ↑  Hansjörg Dongus: Geographische Landesaufnahme: Die naturräumlichen Einheiten auf Blatt 171 Göppingen. Bundesanstalt für Landeskunde, Bad Godesberg 1961. → Online-Karte (PDF; 4,3 MB)
3. ↑  Geologie grob nach: Mapserver des Landesamtes für Geologie, Rohstoffe und Bergbau (LGRB) (Hinweise)
4. ↑  Näheres in der Würdigung des Naturschutzgebietes Muckental (PDF, 178 kByte).